# Azeriska köket
Azeriska köket, azeriska Azərbaycan mətbəxi, gäller den matkultur och de mattraditioner som finns i Azerbajdzjan. Det kombinerar de turkiska och centralasiatiska köken och har med tiden också införlivats i andra länders kök. Azerbajdzjan har ett varierat klimat vilket bidragit till ett rikt och varierat kök.
Den traditionella maten innefattar bröd, pannkakor och tjocka soppor. Plov, en pilaff gjord på saffransris med kött eller fisk, grönsaker och kryddor är en rätt som ofta nämns som nationalrätt. Den finns med många olika recept. En söt variant av plov innehåller torkade aprikoser och russin, ingredienser som också ofta får smaksätta kötträtter. Det finns också plov som innehåller kyckling istället för nötkött eller fisk,och som innehåller kastanjer.
Kryddat kött förekommer ofta i det azeriska köket. Grillspett av lamm eller köttfärs är populära, liksom auberginer eller vinbladsdolmar fyllda med köttfärs och ris.

## Traditionella maträtter
Det moderna azeriska köket har behållit traditionella metoder för tillagning av rätter samtidigt som moderna krav på matlagning och beredningar införlivas. Traditionellt används kopparredskap till kokningen och kopparskålar och tallrikar kan fortfarande användas vid serveringen.
Dushbara, eller düşbere är en traditionell azerisk rätt. Den består av degknyten fyllda med köttfärs, lök, tomater, örter, salt och svartpeppar.
Det azeriska köket nyttjar grönsaker i stor omfattning, aubergine, tomat, paprika, spenat, kål, lök, ängssyra, rödbeta, rädisa, gurka, haricots verts. Ris och mjölprodukter förekommer rikligt, liksom färska kryddor - mynta, koriander, dill, basilika, persilja, dragon, purjolök, gräslök, timjan, mejram, salladslök och vattenkrasse. Rätterna är huvudsakligen beredda av lammkött, nötkött och fjäderfä. Rätter med köttfärs är vanlig. Det finns också ett stort utbud av fiskrätter, med fiskar från Kaspiska havet som vit stör, kaspisk lax, karpfiskar, sardiner och förstås svart kaviar som är en av Azerbajdzjans mest kända delikatesser.
Plov med saffransris och en bred variation av grönsaker och örter har redan nämnts, med mer än 40 olika recept. Den skiljer sig påtagligt från plov som serveras inom det uzbekiska köket.
Svart te är nationaldryck och dricks efter måltiderna, men erbjuds också till gäster som en välkomstdryck, då ofta tillsammans med sylt eller fruktkompotter.

## Bildgalleri

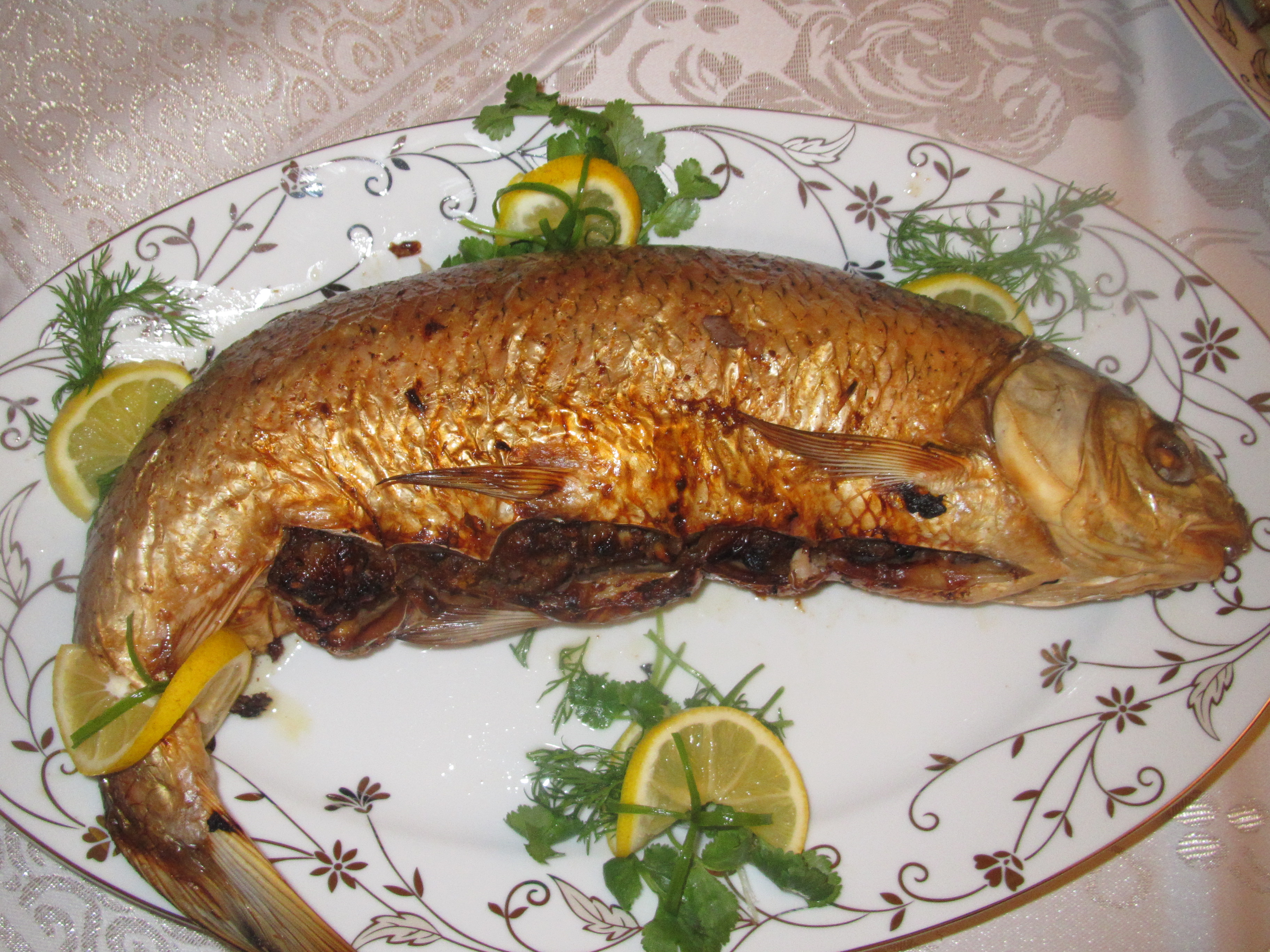
Lavangi.
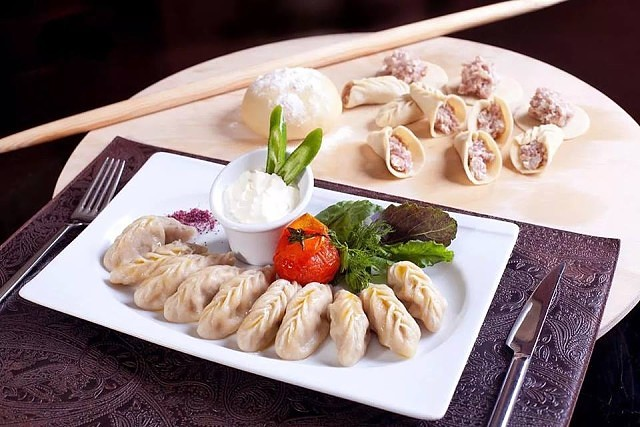
Gürzə.
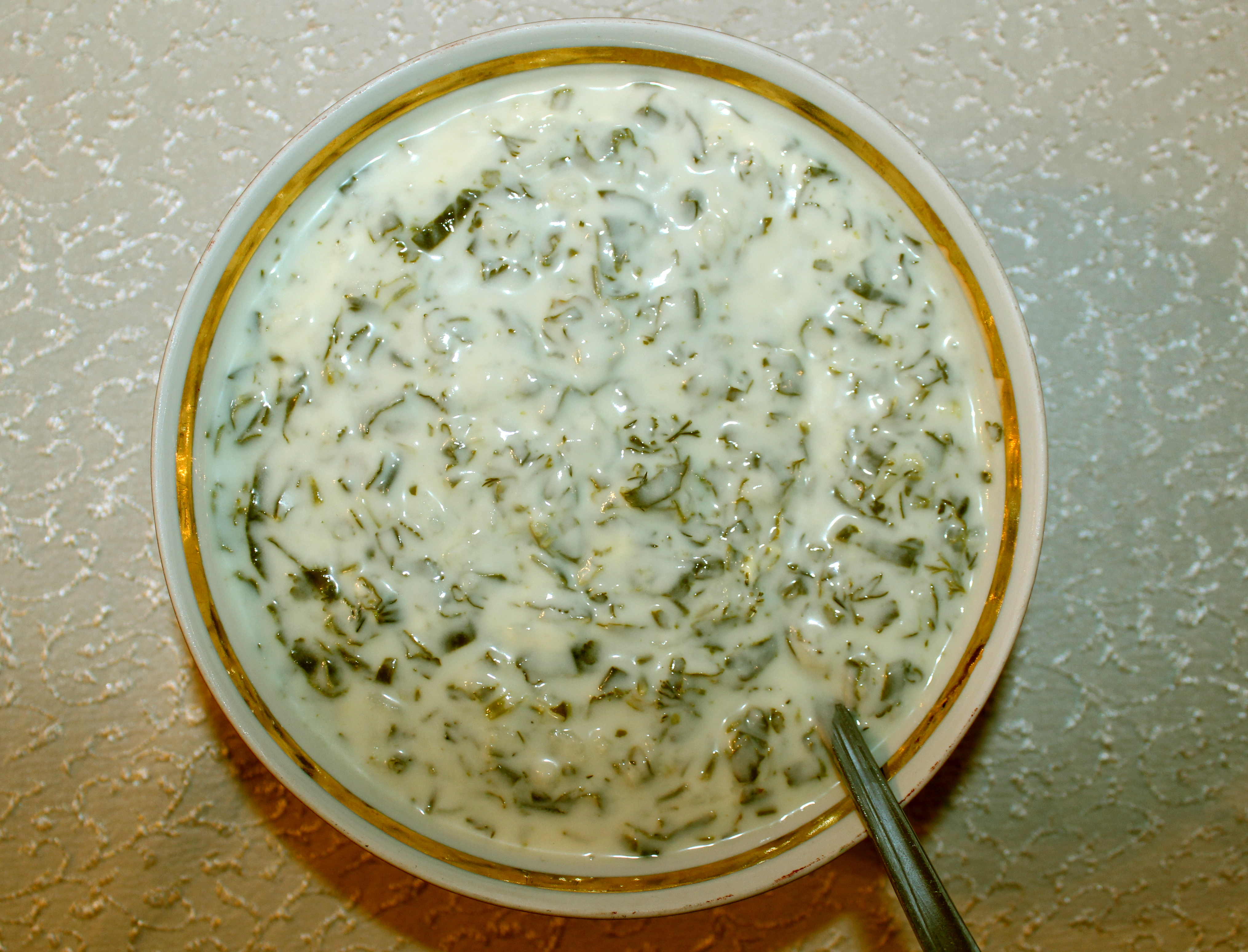
Dovga.
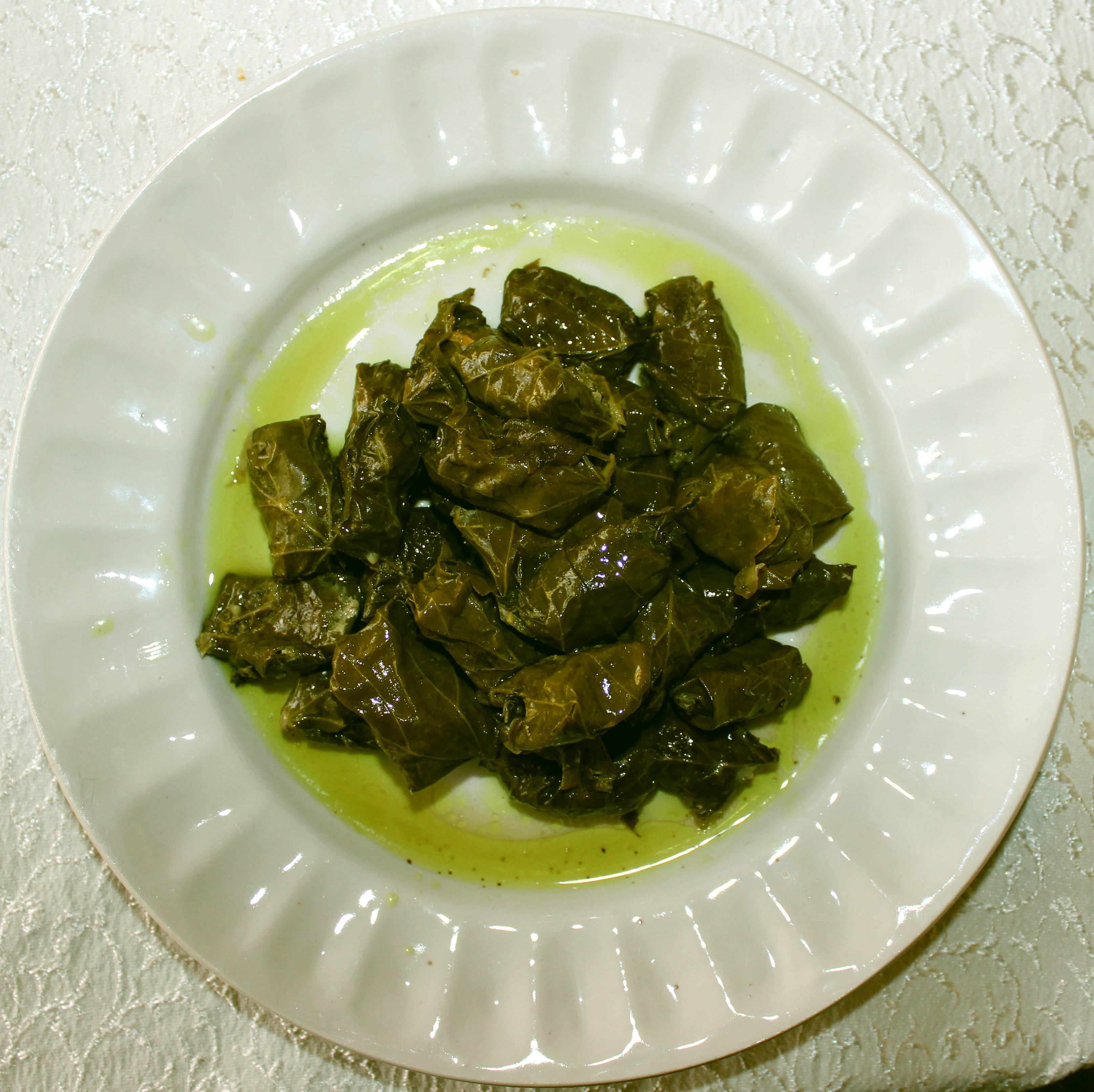
Dolma.
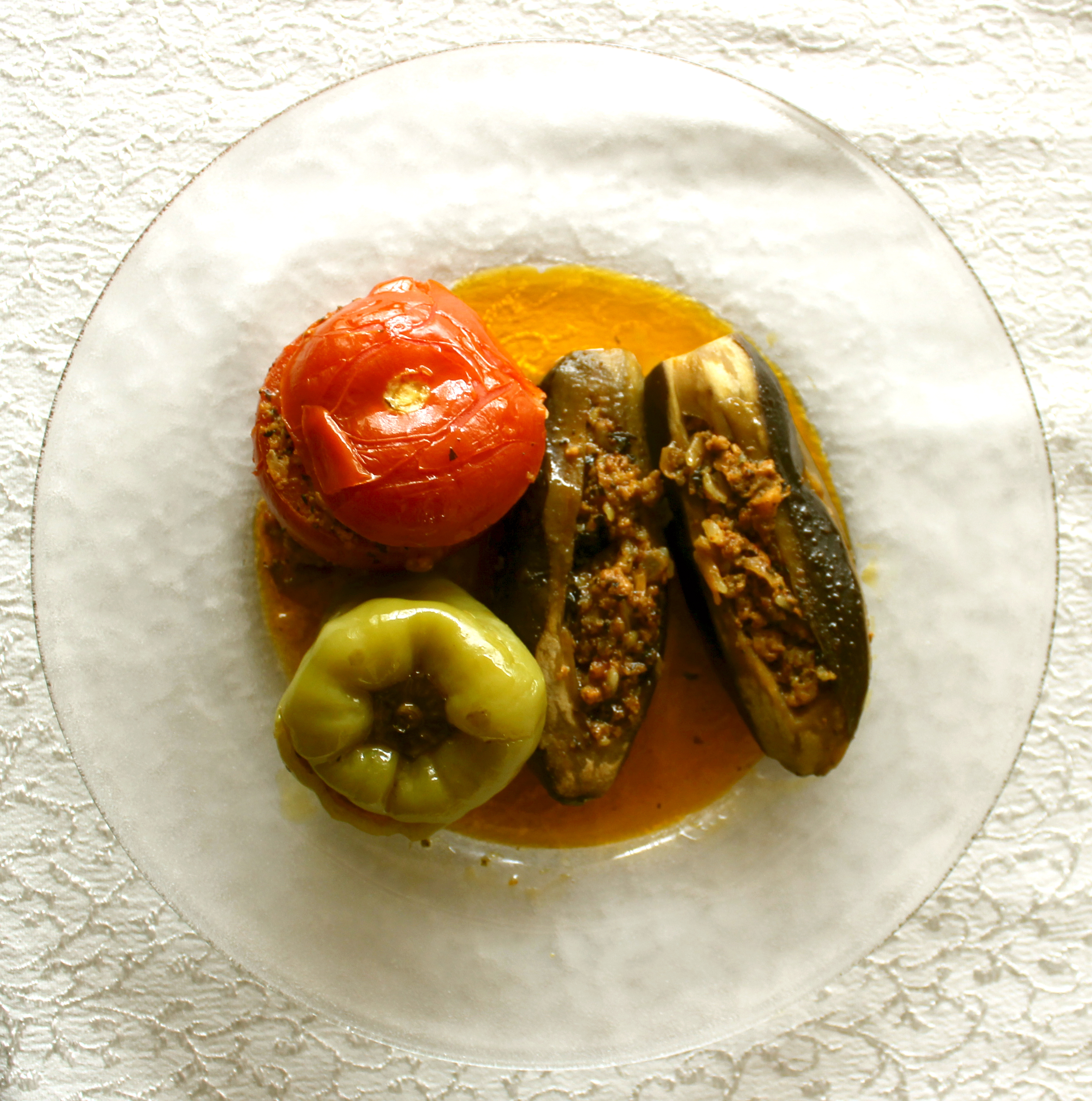
Fylld aubergine.
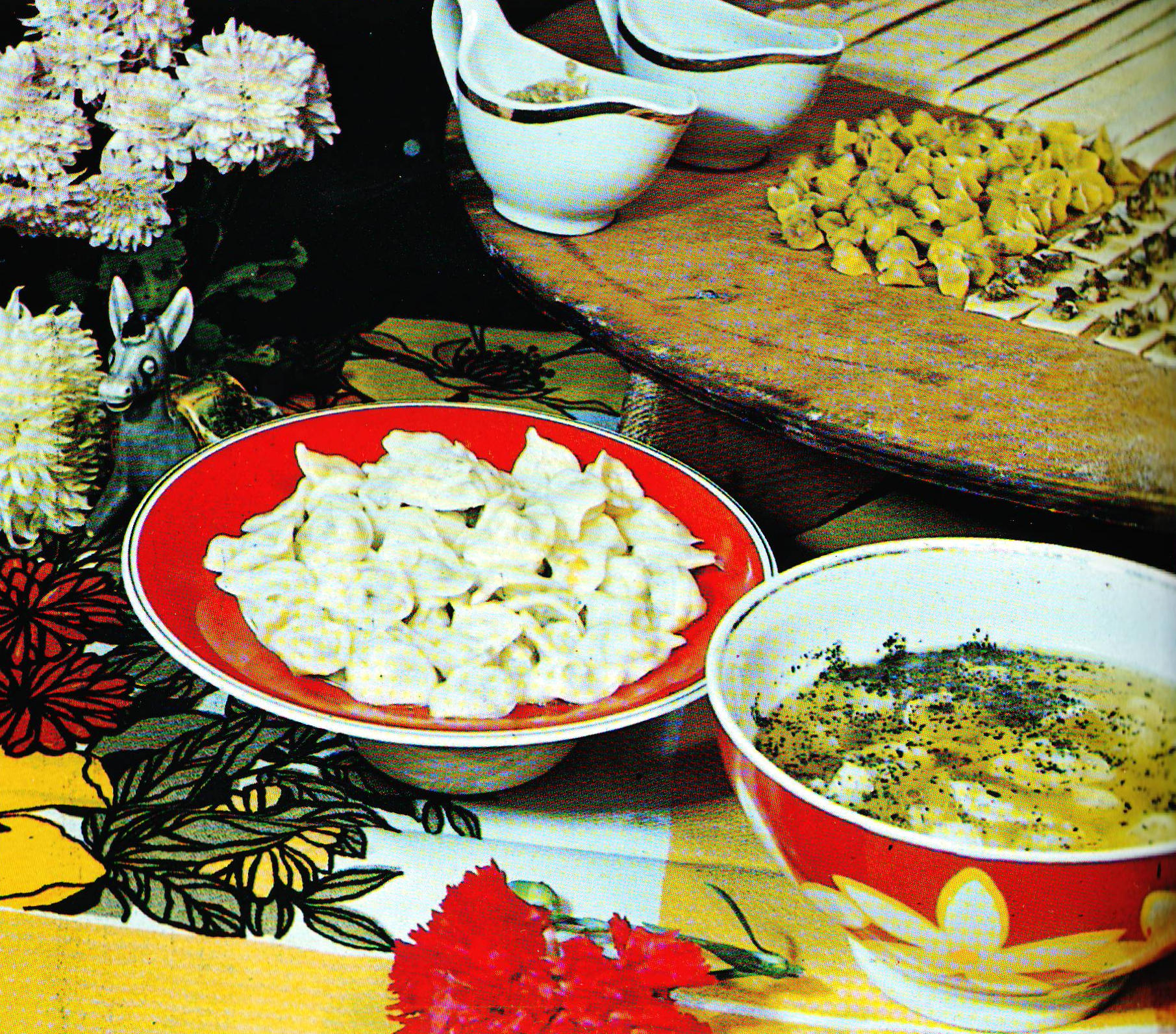
Dushbara.
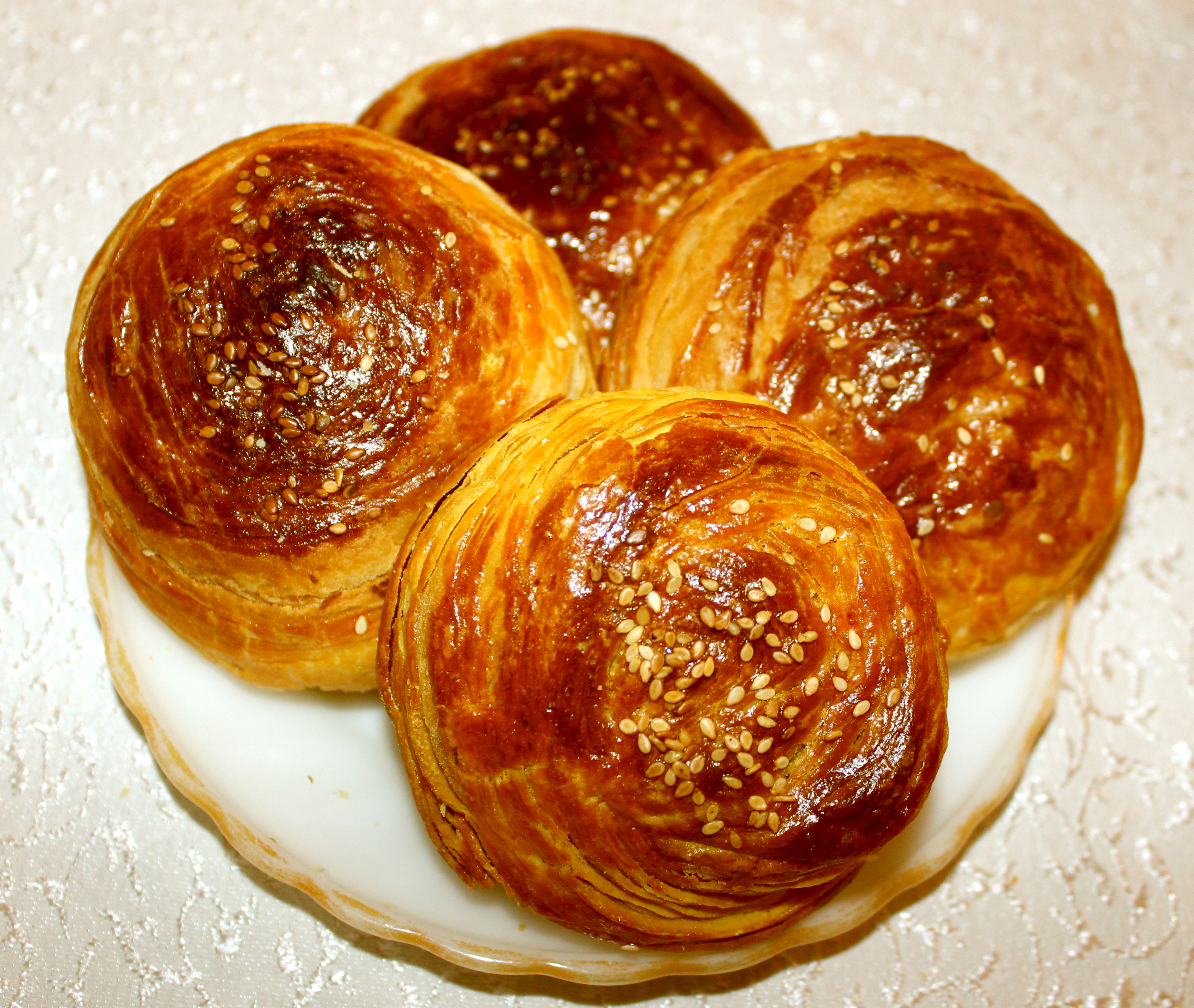
Shorgoghal.
Absherontårta.